# Stenholmen, Helsingfors
Stenholmen, finska: Kivisaari, är en ö i Finland. Den ligger i Finska viken och i kommunen Helsingfors i den ekonomiska regionen  Helsingfors i landskapet Nyland, i den södra delen av landet. Ön ligger nära Helsingfors och trafikeras med skärgårdsbåtar från FRS Finland, som även driver hotell och restaurang i den k-märkta byggnaden Merilinna, byggd 1918
pch ritad av Eliel Saarinen.
Öns area är 4,2 hektar och dess största längd är 370 meter i öst-västlig riktning.

## Klimat
Inlandsklimat råder i trakten. Årsmedeltemperaturen i trakten är 5 °C. Den varmaste månaden är augusti, då medeltemperaturen är 16 °C, och den kallaste är januari, med −6 °C.